# Duarte Nogueira
Antônio Duarte Nogueira Júnior (Ribeirão Preto, 16 de maio de 1964) é um engenheiro agrônomo e político brasileiro, filiado ao Partido Social Democrático (PSD). Em 2013, foi eleito presidente do diretório paulista do PSDB. Ex-prefeito da cidade de Ribeirão Preto, localizada no interior do estado de São Paulo, Nogueira também foi secretário de estado nas administrações de Mário Covas e Geraldo Alckmin, e deputado por seis mandatos consecutivos.

## História política
Filho de Nair e Antônio Duarte Nogueira (o qual foi prefeito de Ribeirão Preto duas vezes), Duarte Nogueira é engenheiro agrônomo, tem três filhos.
Iniciou sua vida pública como deputado estadual em 94. No ano seguinte foi nomeado Secretário Estadual de Habitação do governador Mário Covas por dois anos (95 e 96). São dele iniciativas que inovaram o Programa Habitacional do Estado, como a distribuição das casas populares por meio de sorteio, a assinatura dos contratos preferencialmente em nome da mulher e a reserva de 5% das casas para famílias com pessoas portadoras de necessidades especiais. Foi deputado estadual por mais dois mandatos (98 e 2002). Nesse período teve função de destaque no Assembleia Legislativa de São Paulo como vice-líder do governo Covas e líder do governo Geraldo Alckmin.
Foi também Secretário de Estado da Agricultura do governador Geraldo Alckmin entre os anos de 2003 e 2006. Desenvolveu ações importantes voltadas aos cidadãos como o seguro rural, projeto pioneiro no país, a ampliação dos restaurantes Bom Prato e as linhas de crédito para pequenos e médios agricultores. Implantou o programa de Microbacias Hidrográficas, de preservação do Meio Ambiente e de geração de emprego e renda.
Na Câmara federal, integrou comissões técnicas, ligadas à vocação econômica da região de Ribeirão Preto, cidade onde nasceu, como as Comissões de Agricultura e de Ciência e Tecnologia. Também já foi membro das comissões de Orçamento e Obras Públicas e Fiscalização Financeira e Controle.
Líder do PSDB na Câmara dos Deputados em 2011, ano em que seis ministros de Estado foram afastados por denúncias de irregularidades, Nogueira foi apontado pelo Departamento Intersindical de Assessoria Parlamentar (Diap) como um dos dez parlamentares mais influentes do Congresso Nacional. Nos anos seguintes, Nogueira continuou na lista dos 100 deputados mais atuantes, definida por critérios como qualidade do trabalho, quantidade de projetos e ações apresentados, reputação e capacidade de liderança.
Em março de 2017, o Procurador-Geral da República, Rodrigo Janot enviou 83 pedidos de inquérito ao Supremo Tribunal Federal a partir das delações da empreiteira Odebrecht (atual Novonor). Um dos nomes citados nos depoimentos e enviados para inquérito é de Duarte Nogueira.
Duarte Nogueira foi reeleito como Prefeito de Ribeirão Preto em 2020 pelo PSDB com 63,1% dos votos.
Em novembro de 2024, anunciou que sairia do PSDB depois de 25 anos na sigla, ensaiando um ingresso no União Brasil, pela qual lançou como candidato à sucessão na prefeitura o ex-vereador e secretário de governo André Trindade. Entretanto, após conversas com representantes da executiva estadual e nacional dos tucanos, permaneceu na legenda pela qual governou Ribeirão durante oito anos e pretende disputar futuras eleições. 
Em junho de 2025, anunciou sua saída do PSDB após 26 anos na sigla, ingressando no PSD para concorrer ao cargo de deputado federal nas eleições de 2026.

## Prefeito de Ribeirão Preto

### Eleição Municipal de Ribeirão Preto em 2016
Derrotado em três oportunidades em que concorreu à prefeitura de Ribeirão Preto (1992, 2000 e 2012), voltou à disputa nas eleições municipais de 2016 e venceu o vereador Ricardo Silva, do PDT, no segundo turno com 56,94% dos votos válidos.

### Primeiro Mandato na Prefeitura de Ribeirão Preto (2017-2020)
Em 2017, Duarte Nogueira apresentou seu plano de metas para a gestão e aprovou medidas que continham o déficit fiscal municipal.
No mesmo ano, o prefeito conseguiu descongelar R$310 milhões provenientes do PAC 2 – que haviam sido garantidos pela ex-prefeita Darcy Vera, – com a promessa de adotar medidas de austeridade fiscal e honrar com rigor os pagamentos da Prefeitura. Mais R$120 milhões em crédito do Programa de Financiamento à Infraestrutura e Saneamento (FINISA) e da Caixa Econômica Federal também foram conquistados pelo Prefeito. Com R$500 milhões em caixa criou o Programa Ribeirão Mobilidade que tem como objetivo investir em obras de infraestrutura, intervenções viárias e melhorias no transporte coletivo.
No ano de 2018 inaugurou as primeiras obras do Programa Ribeirão Mobilidade que são três pontes sobre o Córrego Retiro Saudoso ligando as ruas José Bonifácio e Paraíba, Tamandaré e Visconde de Inhaúma e Barão do Amazonas à Rua Benjamin Constant.
No ano de 2019, ele apresentou uma reforma da previdência que visava aproxima a legislação ribeirão-pretana da Reforma da Previdência do governo Jair Bolsonaro e diminuir os gastos públicos. Essa reforma trouxe estabilidade fiscal ao município que estava com as finanças desorganizadas.
O prefeito também conseguiu retomar todas as obras paradas no município, tendo como destaque as UPAs Norte e Oeste, localizadas no Jardim Adelino Simioni e no Sumarezinho respectivamente e negociou recursos com o Governo Estadual para financiar as obras do AME Mais Mulher e AME Mais Idoso. Também em 2019 deu inicio a primeira etapa de obras do Ribeirão Mobilidade, com destaque aos primeiros corredores de ônibus no município nas avenidas Dom Pedro I - Luíz Galvão César, Saudade/São Paulo e Via do Café  e a ponte sobre o córrego Retiro Saudoso ligando a Rua Pompeu de Camargo à Av. Fábio Barreto.
Em 2020, conseguiu inaugurar as primeiras obras do Programa Ribeirão Mobilidade, sendo elas a duplicação da Avenida Antônia Mugnatto Marincek entre o acesso da Rodovia Anhanguera ao bairro Ribeirão Verde após quatro anos em obra,a readequação do cruzamento entre as avenidas Presidente Vargas, Itatiaia e Antônio Diederichsen, a readequação do cruzamento das avenidas Portugal, Nove de Julho e Antônio Diederichsen  e o Corredor de Ônibus da Via do Café.
Assim como deu início a segunda etapa de obras do Ribeirão Mobilidade tendo destaque as obras do Viaduto entre as avenidas Maria de Jesus Condeixa e Antônio Diederichsen sobre a Av. Francisco Junqueira, da Trincheira entre as avenidas Independência e Presidente Vargas abaixo da Nove de Julho, do Corredor Norte-Sul - que será o maior corredor de ônibus da cidade, - e também do Corredor de Ônibus da Av. Presidente Vargas.
Próximo do fim de seu primeiro mandato, a Prefeitura de Ribeirão Preto declarou que investiu R$22.3 milhões na reforma e manutenção de escolas da rede municipal de ensino.

### Eleição Municipal de Ribeirão Preto em 2020
O atual Prefeito de Ribeirão Preto chegou às eleições municipais de 2020 com sua gestão aprovada por 36% e desaprovada por 56% dos eleitores, segundo uma pesquisa do IBOPE encomendada pela EPTV Ribeirão. Porém Nogueira liderava com 26% as intenções de voto.
Duarte Nogueira no primeiro turno recebeu 115.724 votos que é equivalente à 45,87% dos votos válidos. A segunda colocada, Suely Vilela (PSB) foi votada por 52.266 eleitores ribeirão-pretanos que equivale à 20,72% dos votos. Ambos se enfrentaram no segundo turno no qual o prefeito incumbente venceu Suely com 63,16%, ou seja 154.428 votos válidos.

### Gabinete
O gabinete de Duarte Nogueira é composto dos seguinte secretários:
      Independente (8) /       PSDB (3) /  /       SD (1)
| Pasta                                 | Incumbente                            | Partido     | Partido                                 | Mandato                                  |
| ------------------------------------- | ------------------------------------- | ----------- | --------------------------------------- | ---------------------------------------- |
| Administração                         | Ricardo Abreu                         |             | Partido da Social Democracia Brasileira | 11 de fevereiro de 2019 - atualidade     |
| Assistência Social e Justiça          | Renata Gregório                       |             | Partido da Social Democracia Brasileira | 1 de janeiro de 2017 atualidade          |
| Casa Civil                            | Ricardo Aguiar                        |             | Partido da Social Democracia Brasileira | 1 de janeiro de 2017 - atualidade        |
| Cultura                               | Isabella Pessoti                      |             | Independente                            | 30 de junho de 2017 - atualidade         |
| Desenvolvimento Econômico             | Eduardo Molina                        |             | Independente                            | 1 de janeiro de 2017 - atualidade        |
| Educação                              | Felipe Elias Miguel                   |             | Independente                            | 11 de maio de 2019 - atualidade          |
| Esportes                              | André Trindade                        |             | União Brasil                            | 1 de janeiro de 2021 - atualidade        |
| Fazenda                               | Afonso Duarte                         |             | Partido da Social Democracia Brasileira | 1 de janeiro de 2017 - atualidade        |
| Obras Públicas                        | Pedro Pegoraro                        |             | Independente                            | 1 de janeiro de 2017 - atualidade        |
| Meio Ambiente                         | Sônia Valle Walter Borges de Oliveira |             | Independente                            | 11 de fevereiro de 2019 - atualidade     |
| Negócios Juridícos                    | Marcelo Lorenzi                       |             | Independente                            | maio de 2018 - atualidade                |
| Planejamento e Desenvolvimento Urbano | Daniel Gobbi                          |             | Partido Progressista                    | 1 de janeiro de 2021 - atualidade        |
| Saúde                                 | José Carlos de Moura                  |             | Independente                            | Setembro de 2021 - 2 de setembro de 2022 |
| Saúde                                 | Jane Aparecida Cristina               | Indepedente | 03 de setembro de 2022 - atualidade     |                                          |
| Infraestrutura                        | Carlos Alencastre                     |             | Partido da Social Democracia Brasileira | 1 de janeiro de 2021 - atualidade        |
| Coordenadoria de Comunicação          | Rennata Bianco                        |             | Independente                            | 1 de maio de 2018 - atualidade           |

## Desempenho em eleições
| Ano  | Eleição                     | Cargo             | Partido | Partido | Coligação                                                        | Vice                       | Votos   | Votos   | Votos      | Votos      | Resultado     | Ref           |
| Ano  | Eleição                     | Cargo             | Partido | Partido | Coligação                                                        | Vice                       | T.      | Total   | %          | P.         | Resultado     | Ref           |
| ---- | --------------------------- | ----------------- | ------- | ------- | ---------------------------------------------------------------- | -------------------------- | ------- | ------- | ---------- | ---------- | ------------- | ------------- |
| 1990 | Estadual de São Paulo       | Deputado Federal  |         | PDS     | PDS                                                              | —                          | 1°      | 24.217  |            | 79°        | Suplente      |               |
| 1992 | Municipal de Ribeirão Preto | Prefeito          |         | PFL     | PFL                                                              |                            | 1°      | 57.077  | 28,05%     | 1°         | Segundo Turno |               |
| 1992 | Municipal de Ribeirão Preto | Prefeito          | 2°      | PFL     | PFL                                                              | 100.368                    | 47,18%  | 2°      | Não Eleito |            |               |               |
| 1994 | Estadual de São Paulo       | Deputado Estadual |         | PFL     | PFL                                                              | —                          | 1°      | 69.348  | 0,64%      | 10°        | Eleito        | [ 23 ]        |
| 1998 | Estadual de São Paulo       | Deputado Estadual |         | PFL     | PPB, PFL                                                         | —                          | 1°      | 57.521  | 0,37%      | 29°        | Eleito        |               |
| 2000 | Municipal de Ribeirão Preto | Prefeito          |         | PSDB    | PTB, PSC, PSD, PV, PSDB                                          | Delvita (PSDB)             | 1°      | 30.502  | 11,70%     | 3°         | Não Eleito    |               |
| 2002 | Estadual de São Paulo       | Deputado Estadual |         | PSDB    | PSDB, PFL, PSD                                                   | —                          | 1°      | 103.851 | 0,53%      | 23°        | Eleito        | [ 24 ]        |
| 2006 | Estadual de São Paulo       | Deputado Federal  |         | PSDB    | PSDB, PFL, PPS                                                   | —                          | 1°      | 170.319 | 0,84%      | 18°        | Eleito        | [ 25 ]        |
| 2010 | Estadual de São Paulo       | Deputado Federal  |         | PSDB    | PSDB, PPS, DEM                                                   | —                          | 1°      | 124.737 | 2,51%      | 46°        | Eleito        | [ 26 ] [ 27 ] |
| 2012 | Municipal de Ribeirão Preto | Prefeito          |         | PSDB    | Ribeirão Cidadã, Verde e CriativaDEM, PMN, PTC, PV, PSDB         | Gilberto Abreu (PV)        | 1°      | 92.076  | 30,38%     | 2°         | Segundo Turno | [ 28 ]        |
| 2012 | Municipal de Ribeirão Preto | Prefeito          | 2°      | PSDB    | Ribeirão Cidadã, Verde e CriativaDEM, PMN, PTC, PV, PSDB         | Gilberto Abreu (PV)        | 143.516 | 48,03%  | 2°         | Não Eleito |               | [ 28 ]        |
| 2014 | Estadual de São Paulo       | Deputado Federal  |         | PSDB    | PSDB, DEM, PPS                                                   | —                          | 1°      | 254.051 | 1,21%      | 7°         | Eleito        | [ 29 ]        |
| 2016 | Municipal de Ribeirão Preto | Prefeito          |         | PSDB    | Juntos Vamos Mudar Ribeirão PSDB, SD, PPS, PTC, PHS, DEM, PP     | Carlos Cezar Barbosa (PPS) | 1°      | 100.462 | 39,86%     | 1°         | Segundo Turno | [ 30 ]        |
| 2016 | Municipal de Ribeirão Preto | Prefeito          | 2°      | PSDB    | Juntos Vamos Mudar Ribeirão PSDB, SD, PPS, PTC, PHS, DEM, PP     | Carlos Cezar Barbosa (PPS) | 147.705 | 56,94%  | 1°         | Eleito     |               | [ 30 ]        |
| 2020 | Municipal de Ribeirão Preto | Prefeito          |         | PSDB    | Reconstruindo Ribeirão PSDB, PTB, DEM, Republicanos, PP, PL, PSC | Daniel Gobbi (PP)          | 1°      | 115.724 | 45,87%     | 1°         | Segundo Turno | [ 31 ]        |
| 2020 | Municipal de Ribeirão Preto | Prefeito          | 2°      | PSDB    | Reconstruindo Ribeirão PSDB, PTB, DEM, Republicanos, PP, PL, PSC | Daniel Gobbi (PP)          | 154.428 | 63,16%  | 1°         | Eleito     |               | [ 31 ]        |